# Hans-Karsten Raecke

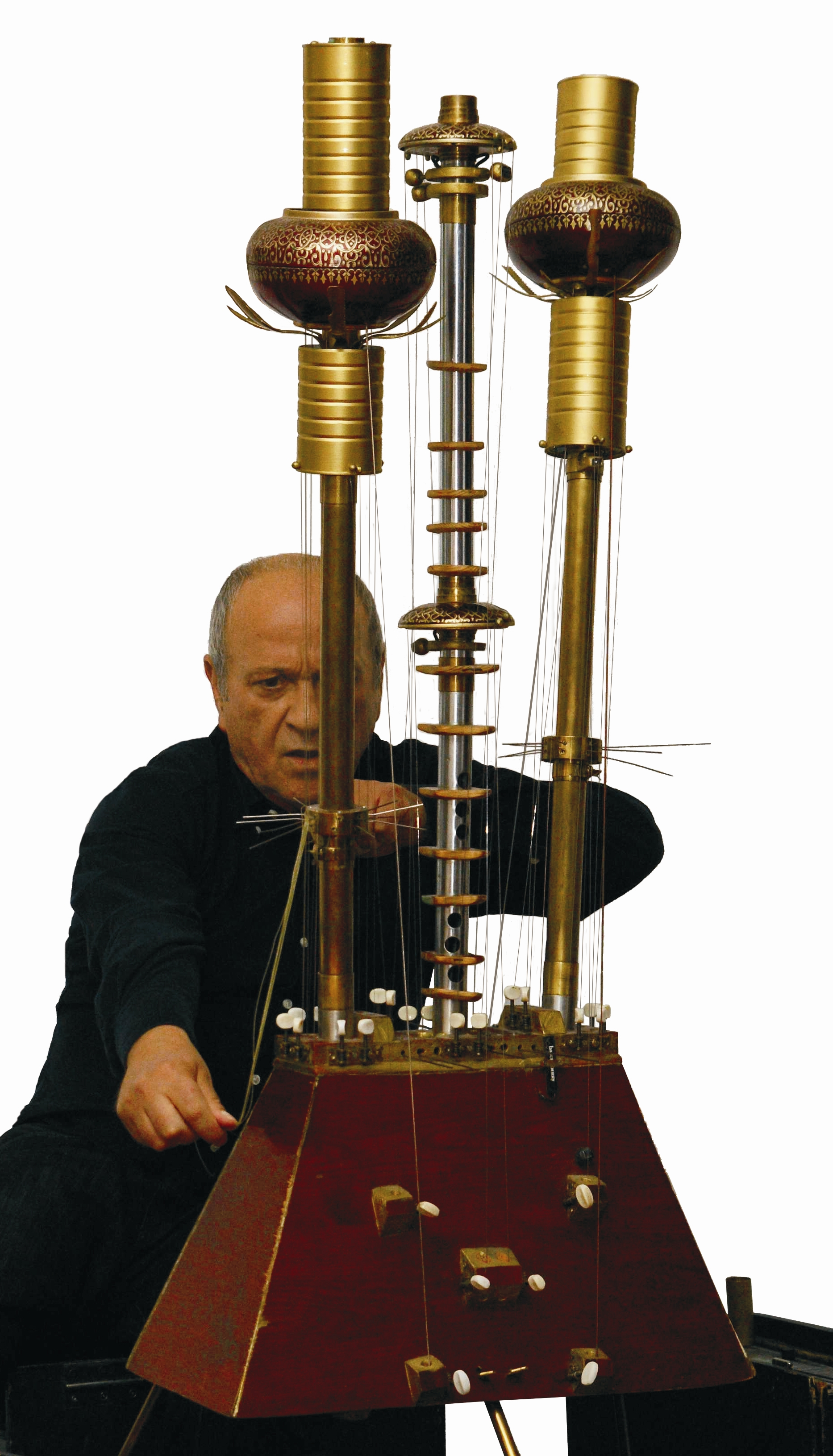
Hans-Karsten Raecke mit seiner Blasmetalldosenharfe

Hans-Karsten Raecke (* 12. September 1941 in Rostock) ist ein deutscher Komponist und Erfinder von Musikinstrumenten. 1991 gründete er in Mannheim die Klangwerkstatt e. V., die später ihren Sitz in der „Musikbrennerei“ Rheinsberg erhielt.

## Lebenslauf
Raecke ist in einer musikalischen Familie aufgewachsen. Sein Vater, von Beruf Werbegraphiker, spielte Klavier und seine Mutter Violine.
Nachdem sein Vater 1944 in der Sowjetunion gefallen und die Mutter nach ihrer zweiten Heirat in die Bundesrepublik Deutschland gegangen war, wuchs er bei seiner Großmutter im mecklenburgischen Bad Sülze auf, wo er mit fünf Jahren den ersten Klavierunterricht und später Klarinettenunterricht erhielt.
Von 1962 bis 1968 studierte er an der Hochschule für Musik „Hanns Eisler“ Berlin bei Rudolf Wagner-Régeny Komposition, Chor- und Ensembleleitung, Klavier und Klarinette und leitete nebenbei mehrere Chöre. Nach seinem Examen unterrichtete er als Dozent an der Humboldt-Universität zu Berlin in den Fächern musiktheoretische Grundausbildung, Klavierpraxis, Harmonielehre, Kontrapunkt und Komposition. 1972 erhielt er „einen Preis im internationalen Chorwettbewerb der sozialistischen Staaten in Prag für die Kantate ‚Klagegesang gegen den Krieg‘ für Baritonsolo, zwölf Chorsolisten, Chor, Sprecher und Bildprojektionen.“ Von 1972 bis 1975 war Raecke Meisterschüler für Komposition an der Akademie der Künste bei Paul Dessau. Er beendete 1974 seine Lehrtätigkeit an der Humboldt-Universität und gründete die Berliner Klangwerkstatt.
Seither ging Raecke eigene musikalische Wege mit dem Bau neuer Blas- und Saiteninstrumente, der Klangerweiterung des Flügels und der Einbeziehung elektronischer Musik. Auftritte in Osteuropa, mehrere Auftritte beim Warschauer Herbst und ein Arbeitsstipendium am elektronischen Studio Warschau schlossen sich an. Konflikte mit der DDR-Kulturpolitik veranlassten Raecke 1980, in die Bundesrepublik Deutschland überzusiedeln.
1980 wurde Raecke bei den Darmstädter Ferienkursen für seine Solodarbietungen mit dem Kranichsteiner Musikpreis ausgezeichnet. Stipendien erhielt er 1981 am Experimentalstudio der Heinrich-Strobel-Stiftung in Freiburg im Breisgau, 1982 am IRCAM in Paris und 1990 bei der Kunststiftung Baden-Württemberg. 1985 präsentierte er auf Einladung der Hochschule für Musik Würzburg seine neu entwickelten Instrumente im Rahmen der Tage der Neuen Musik, in denen ungewöhnliche Klangerzeuger und Klangskulpturen von rund 30 Künstlern aus 5 europäischen Ländern ausgestellt und in experimentellen Darbietungsformen akustisch erprobt wurden. In dem Zusammenhang wurde neben Werken von Anestis Logothetis, Klaus Ager u. a. auch Raeckes Komposition „Das Mecklenburger Pferd“ auf der Doppel-LP „sound sculptures“ publiziert.
Von 1986 bis 1993 unterrichtete Raecke musikalische Fächer im Fachbereich Musiktherapie an der SRH Hochschule Heidelberg. Konzertreisen unter Einsatz der von ihm live-elektronisch und bautechnisch weiterentwickelten Instrumente führten ihn ab 1990 durch Europa, unter anderem nach London, Amsterdam, Brüssel, Stockholm, Wien, Graz, Basel, Berlin, Warschau, Krakau, Brno und Tallinn, sowie in die USA. 1991 gründete er die Mannheimer Klangwerkstatt und war Organisator und künstlerischer Leiter der Klangwerkstatt Musiktage Mannheim. Auf der EXPO 2000 in Hannover war Raecke mit einem eigenen Konzertbeitrag vertreten. 2003 erfolgte die Berufung als Mitglied der Freien Akademie der Künste Mannheim. 2014 übersiedelte er nach Rheinsberg bei Berlin und nahm dort die Arbeit an dem Projekt Musikbrennerei auf.

## Künstlerische Tätigkeit
Hans-Karsten Raecke gehört zu den Komponisten, die durch die Konstruktion und den Bau neuer Klangerzeuger, durch Bauveränderung bestehender Instrumente sowie durch das Einbeziehen von Improvisation den Kompositionsprozess aus der Enge akademisch-traditioneller Lehrinhalte herausgeholt und erweitert haben. Er versteht die Arbeitsvorgänge des musikalischen Erfindens, Schreibens und Spielens im Sinne ganzheitlichen künstlerischen Denkens als unauflösliche Einheit. In vielen Fällen ist dabei die Live-Elektronik ein wichtiger Bestandteil. Hatte er anfänglich noch Werke für traditionelle Instrumente geschaffen, die von seriellen und aleatorischen Elementen durchzogen und bestimmt waren, zeichnet sich 1972 „eine neue Schaffensphase“ bei ihm ab. Schon 1971 hatte er auf der Suche nach Möglichkeiten der Klangerweiterung mit der Präparation des Flügels zu experimentieren begonnen. Das dann über viele Jahre gewachsene Präparationssystem ist auf einen Tonreihenmodus eingestimmt und besteht aus 12 Klanggruppen, die vom reinen Klavierton bis zum Geräusch hinüberführen. Durch die Samplertechnik wurde es möglich, diese Präparationssystem auf ein Masterkeyboard zu übertragen. Hier vollzog Raecke die kompositionstechnische Entwicklung von der bitonalen-, 12 Ton-, seriellen und aleatorischen Arbeitsweise hin zu Formen der Modellkomposition. In vielen seiner Partituren überwindet er die Enge der traditionellen Notenschrift und ist auf Grund ihrer hochentwickelten und differenzierten visuellen Gestaltung als Exponent der musikalischen Grafik anzusehen. Seit 1975 sind in Raeckes Werkstatt ca. 70 neuartige Blas- und Saiteninstrumente hervorgegangen, für die er jeweils markante Kompositionen (s. u. „Werke“) geschaffen hat. Raeckes Klangerzeuger im Zusammenhang einer aus den USA kommenden und mit Harry Partch beginnenden künstlerischen Strömung zu sehen, erscheint insofern verfehlt, als die künstlerische Situation in der DDR der 1970er Jahre derartige Beeinflussungen kaum zuließ. Vielmehr folgte Raecke seinen eigenen Impulsen und entwickelte sein Instrumentarium für seine Auftritte als Improvisator. Hierbei geriet er unüberhörbar auch in die Nähe des Jazz. So entstanden in Zusammenarbeit mit dem Jazzmusiker Günter „Baby“ Sommer „Die geheimen Gedanken eines Dickhäuters zur Unzeit“ für neue Blasinstrumente und Schlagzeug.
Neben aller ursprünglichen Spielfreude und Lust am Klangexperiment sind insbesondere die in den 1970er Jahren in der DDR entstandenen Musikproduktionen Ausdruck eines unbegrenzten Freiheits- und Unabhängigkeitsbedürfnisses. Der Paul-Dessau-Schüler Raecke, der nie „seine musikalische und politische Herkunft verleugnet“, ist davon überzeugt, „dass Musik einen gesellschaftlichen Anspruch haben muss.“ So tragen einige Kompositionen Titel, die ganz im Sinne Bertolt Brechts als politisches Statement zu verstehen sind wie z. B. der bereits erwähnte „Klagegesang gegen den Krieg“, das „Epitaph auf Martin Luther King“ (1969) oder „Die Asche von Birkenau“ (1998). In Anlehnung an Igor Strawinskys „Geschichte vom Soldaten“ und George Orwells „1984“ plante Raecke Eine neue Geschichte vom Soldaten als „scharfe Kritik am Militär“. Neben solchen eindeutig dechiffrierbaren Werktiteln ist es aber auch der musikalische Gestus eines „engagierten Pathos“, wie er sich in Klangstrukturen und Melodien sedimentiert und als Botschaft an den Hörer begreifen lässt. Bereits die Niederschrift der Musik in Form grafischer Partituren, die den Interpreten ein Höchstmaß an gestalterischer Freiheit einräumen, mag als Indiz für die Auflehnung gegen jede Form von Gängelung gelten. In übertragenem Sinn als Ausbruchsversuche sind denn auch solche Werke zu verstehen, wo sich die Musik an kosmische Visionen herantastet, wie z. B. „Sternbilder“ (erstmals 1974; 2000), „Sonnenwind“ (1993/94), „Cygnus und Lyra“ (2018). Unüberhörbar hat Raeckes Klang- und Ideenwelt „ihre Orientierungspunkte sowohl in der europäischen als auch in der außereuropäischen Musik.“

## Werke (Auswahl)

### Vokalwerke
- Klagegesang gegen den Krieg; Kantate für Chor, 12 Chorsolisten, Baritonsolo, Sprecher und Bildprojektion; Texte: René Schwachhofer (1972)
- Die Asche von Birkenau; Solo-Kantate für Männerstimme und klangerweiterten Flügel vierhändig mit Live-Elektronik; Texte: Stephan Hermlin (1998)
- Deutschland, ein Wintermärchen; Ein musikalisch-dramatischer Zyklus für Stimme und klangwerweiterten Flügel; Texte: Heinrich Heine (2003)

### Orchesterwerke
- Stufenspiele und Variationssuite für Orchester (1968)
- Reise mit drei Akkorden für elektronische Orgel und Orchester (1974)

### Kammermusik
- 5 Kanons auf ein Fugenthema von J.S.Bach für Streichquartett (1970)
- Temperamente für Cello solo (1977)

### Klavier/Klangerweiterter Flügel
- Rasterstücke 1–9 für klangerweiterteten Flügel

- Thema mit Variationen für Klavier (1964)
- SONATE AUF D für Klavier (1968)

### Werke für eigene Instrumente
- So......? (Ein Warnlied)/...Oder so? (Ein Lied der Umkehr) für Tenor-Bambuphon und Tonband (1978)
- Kalamos für Bambusschalmei und Tonband (1979)
- Wassermusik für Gummiphon mit und ohne Wasser (1979)
- In der Zugluft für Blas-Bambus-Draht-Dose (1979)
- Aus der Ruhe für variables Steckbambuphon, Tonband und Eisernes Dreieck (1979)
- Luft - Druck - Zonen für Tenor-Zugmetalluphon (1982)
- Zu den Quellen für Blasmetalldosenharfe (1982)
- Protonenaufgalopp für Tenorzugmetalluphon, elektronische Klange und Schlagzeug (1982)

### Elektronik
- Montage für Posaune und Tonband (1972)
- Biotron Tonbandkomposition mit neuen Instrumenten und Elektronik (1980)
- Sternbilder I - III für Klang-Bild-Generator (2000)

### Bearbeitungen
- Mussorgski: Bilder einer Ausstellung (Bearbeitung: Hans-Karsten Raecke)

## Diskografie
- Das Mecklenburger Pferd - Warmblüter für Tenor - Suraphon und klangerweiterten Flügel, auf: LP "sound sculptures" WERGO SM 1049/50 (1985)
- Denn wir sollten die Natur wieder lernen für klangerweiterten Flügel und Sprechstimme, auf: "Instrumentales Theater", eine Veröffentlichung in der Serie "Musik in Deutschland 1950 - 2000" des Deutschen Musikrats; BMG Classics; Best.Nr. 74321 73653 2 (Erscheinungsjahr 2004)

Erschienen in der Raecke-Klangwerkstatt-Edition:
- Deutschland, ein Wintermärchen - Ein musikalisch-dramatischer Zyklus für Stimme und klangwerweiterten Flügel
- Luft - Druck - Zonen sowie Denn wir sollten die Natur wieder lernen und weitere Werke auf: Neue Instrumentenkunst für neue Musik 1
- Raster 2 und Raster 4 sowie Kleeblätter (Auswahl) und weitere Werke für klangerweiterten Flügel auf: Neue Instrumentenkunst für neue Musik 2
- Raster 6, Raster 7, Raster 9 sowie Kleeblätter (Auswahl) auf: Der klangerweiterte Flügel 1
- Timing 3 und weitere Werke auf: Der klangerweiterte Flügel 2
- Time Without Hope und weitere Werke (Improvisation) zus. mit Joe Hackbarth
- Elemente für Pfeifentopf (m. Live-Elektronik) und Blau für Blas-Metall-Dosenharfe (m. Live-Elektronik)
- Kunstfinale (Ein musikalisches Theaterstück in 14 Akten)
- Asleep (Masterkeyboard und Sampler)
- Klangbilder für Instrumente von Hans-Karsten Raecke und Hugh Davies
- Shiva Bells, Mandala und weitere Werke (zus. mit Mani Neumeier) auf: Prescanned Passages
- Bilder einer Ausstellung (Bearbeitung der Musik von Mussorgski für Chor und Instrumentalensemble)
- Musik im Park (Ein Open-Air-Kanon für die Bäume und Menschen im Luisenpark Mannheim)

Sowie 6 CDs mit Mitschnitten der Klangwerkstatt Musiktage Mannheim (von 1992 bis 2001)